# Lloyd’s
Lloyd’s (do 1997 roku Lloyd’s of London) – brytyjska instytucja finansowa, zajmująca się szeroko pojętym pośrednictwem w zawieraniu umów ubezpieczeniowych, działająca na rynku międzynarodowym. Jej siedziba mieści się na terenie londyńskiego City, od 1986 roku w wieżowcu Lloyd’s Building.
Lloyd’s zarządza i prowadzi nadzór nad rynkiem ubezpieczeń, na którym niezależni ubezpieczyciele, którymi mogą być zarówno przedsiębiorstwa jak i osoby fizyczne, zrzeszeni w syndykaty liczące od kilku do kilkuset członków, zawierają transakcje z klientami, zwykle przy udziale brokerów. Na rynku Lloyd’sa prowadzona jest sprzedaż ubezpieczeń różnorakiego rodzaju, w szczególności zaś ubezpieczeń wysokiego ryzyka, specjalistycznych, związanych z transportem morskim i lotniczym oraz reasekuracyjnych. Lloyd’s nie jest przedsiębiorstwem w rozumieniu brytyjskiego prawa handlowego. Jego działalność uregulowana jest przez szereg ustaw parlamentu, zbiorczo zwanych Lloyd’s Acts.
Początki instytucji sięgają otwartej pod koniec XVII wieku kawiarni Edwarda Lloyda przy Lombard Street. Była ona miejscem spotkań kupców i armatorów, którzy zawierali tam umowy ubezpieczeniowe, przedmiotem których były należące do nich statki. Z czasem ubezpieczyciele założyli stowarzyszenie, którego działalność w 1774 roku przeniesiona została do budynku Royal Exchange, który pozostawał jego siedzibą do 1928 roku. Działalność stowarzyszenia została uregulowana przez parlament ustawą z 1871 roku, która nadała mu osobowość prawną. Początkowo działalność stowarzyszenia ograniczona była do ubezpieczeń w transporcie morskim; ustawa z 1911 roku pozwoliła jego członkom na sprzedaż ubezpieczeń wszelkiego rodzaju. Struktura Lloyd’sa poddana została reformie po serii skandali finansowych z udziałem tej instytucji w latach 70. i 80. XX wieku. Od 1998 roku instytucja znajduje się pod nadzorem urzędu Financial Services Authority.